# 台北國際安全科技應用博覽會
台北國際安全科技應用博覽會（英語：SecuTech Expo，舊稱「台北國際安全博覽會」）是一項由法蘭克福新時代傳媒（前「紐奧良文化事業」）主辦的展覽，以資訊安全、安全設備與器材、消防安全等主題作為綜合性之安全博覽會，該展是自1998年首度於台北國際會議中心辦理，曾長年使用台北世界貿易中心展覽一館進行展出，後於2009年起轉往台北世貿南港館展出。
此項展覽除了基本的展示活動以外，另外也會針對領域的不同，舉辦多項研討會，並且設置各種不同的主題展示區，以及分項展覽，而旗下的「資訊安全貢獻獎」與「安全科技創新產品獎」也會在此項展覽會的開幕典禮中進行表揚，並會設置專區進行展示。

## 分項展覽
依照展出內容的差異，分成台北國際安全設備展（SecuTech Taipei）、台北國際資訊安全科技展（Info Security Taipei，又稱iSecuTech）、台北國際防火防災應用展（Fire and Safety Taipei），其中，台北國際安全設備展是最先開辦的分項展覽。
另外，每年展覽期間，主辦單位都會進行相關安全技術的研討會，以及大型安全領域的年會，相關的系列研討會，總稱「亞太安全週」，並且會和「資訊安全論壇」一同進行。

### 台北國際安全科技應用博覽會
此分項展覽是這個博覽會中，最先開辦的展覽，早期又稱之「台北國際安全器材展」。以對講設備、閉路電視（CCTV）、監視器等，作為主要展示的內容；此外，主辦單位在第四屆（2001年）起，也開辦安全科技創新產品獎，藉以鼓勵參展廠商設計出創新與優質的安全設備。

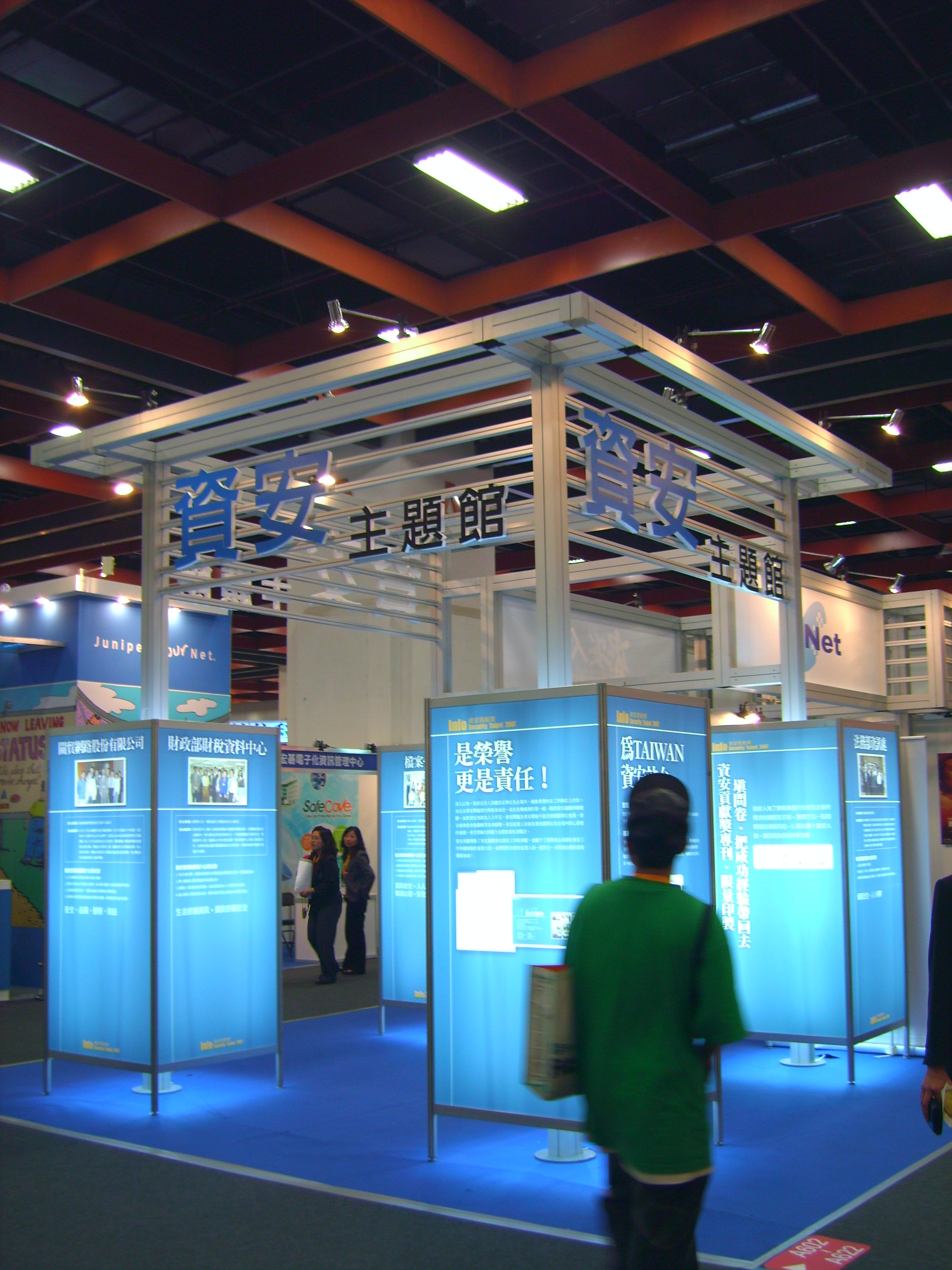
資訊安全主題館

### 台北國際資訊安全科技展
自第四屆起，為了因應寬頻網路時代的來臨，與資訊安全的相關對策，正式加入的分項展覽，在當初，SechTech的識別標誌的圓圈與用詞設計，就是以「Security（安全）＋Technology（科技）＝SecuTech（「科技安全」）」作為主軸，希望將安全的觀念與科技的相關應用，延伸到生活上，以喚起大眾對於安全的重視，所設計的識別系統。
而此分項展覽，除了展示電腦內容安全、資訊安全的各種相關解決方案以外，也會進行資訊安全論壇，邀請產官學界的菁英參與，並進行經驗交流；另外，為了鼓勵公司行號或機關投注心力於資訊安全的防護工作，在第十屆（2007年）起，也設置了「資訊安全貢獻獎」，給表現優良的企業與機關團體。

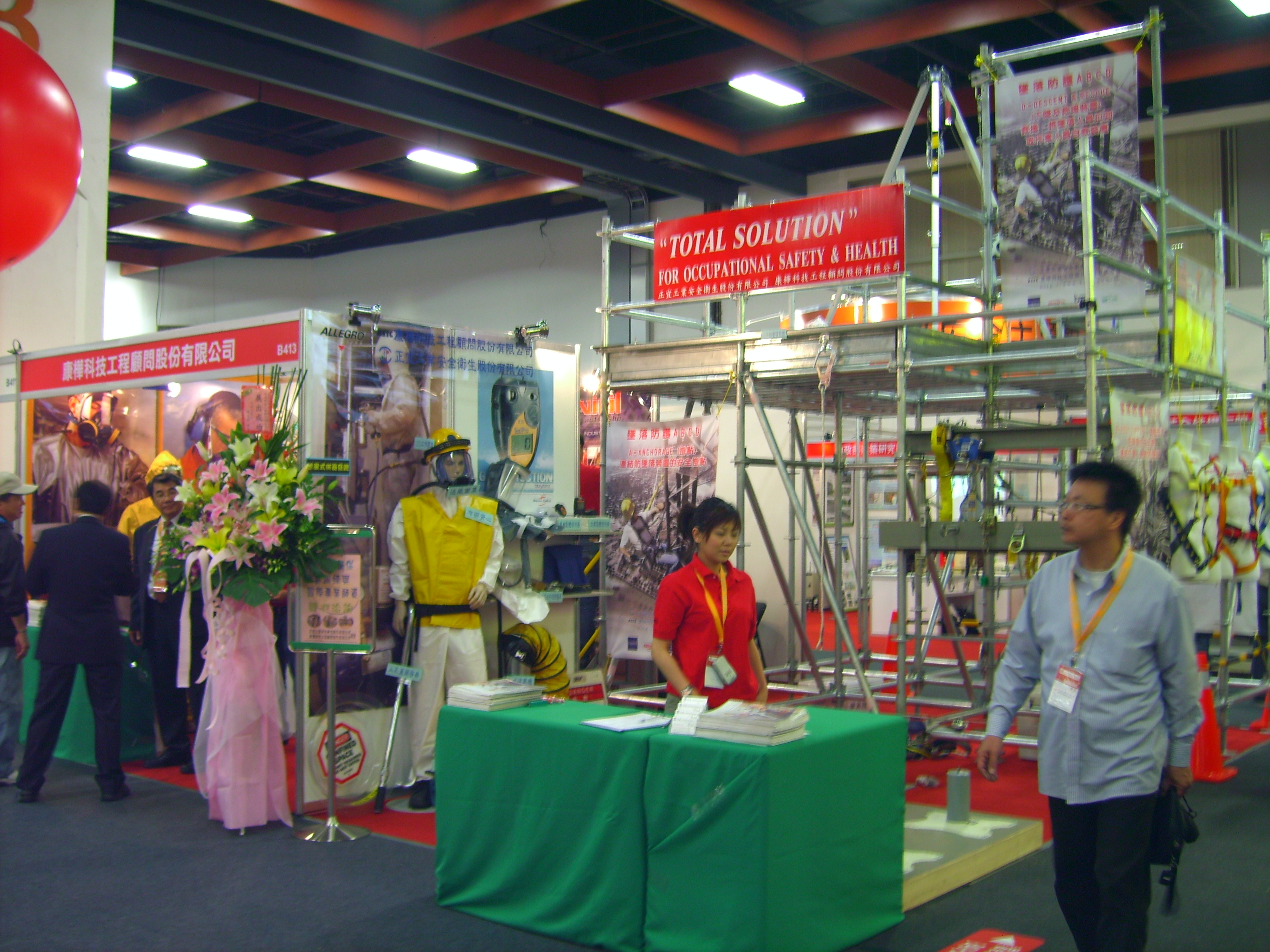
消防安全也是各大企業重視的要項。

### 台北國際防火防災應用展
與「台北國際資訊安全科技展」一樣，都是在第四屆起新設立的分項展覽，以展示消防相關設備與各類建築所使用的防火系統為主，另外設有建築安全主題館與相關的防災論壇及研討會，以及與「台北國際安全設備展」共同進行「安全科技創新產品獎」的創新產品選拔活動。
而參與此項分區的廠商，大多以保全業與防災相關產業居多，知名者如3M、中興保全、新光保全等，幾乎每年都可以見到相關的新技術與產品。

## 展覽歷史

### 「台北國際安全設備展」獨立舉辦期
第一屆（1998年3月23日─3月25日）

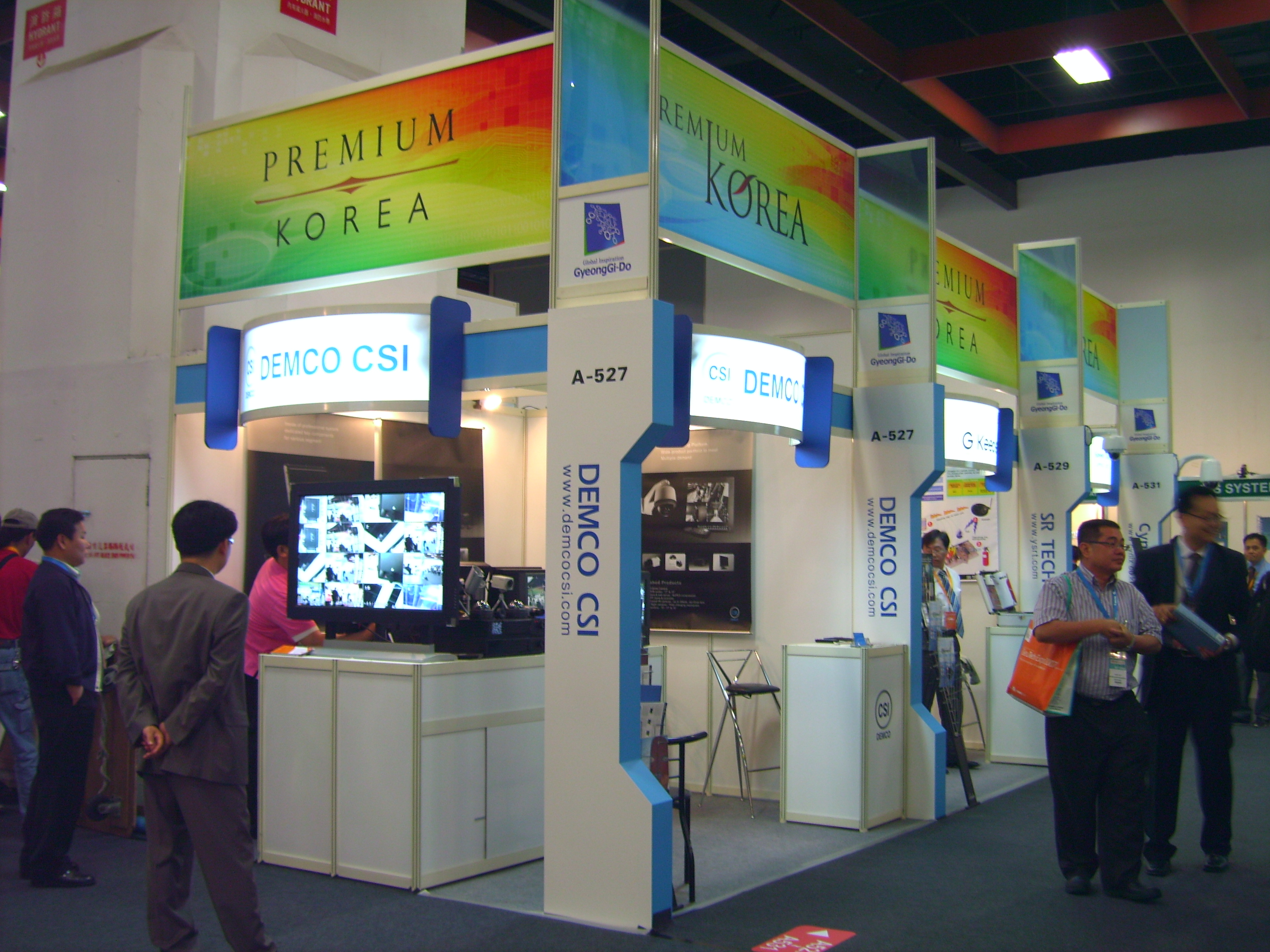
國際館在第一屆時就有設立，但形式上每年都會有所改變

- 第一次的展覽，在台北國際會議中心展開，並與「亞洲安全產業未來發展研討會」一起進行[2]。
- 展覽主題館分為「國際篇」及「台北篇」，前者以研討會方式，進行各國經驗交流，後者為了配合台北市政府的「三安年註1」[3]，則是邀請台灣知名安全解決方案廠商，針對學校、銀行、婦幼及居家等主題進行講習會與安全宣導活動[4]。

第二屆（1999年4月1日─4月3日）
- 為了因應「全民治安年註2」，內政部警政署特指派台北市政府警察局、台北縣政府警察局會同中央警察大學共同辦理治安相關宣導活動與研討會，並安排刑事犯罪鑑別等技術交流活動[5]。

第三屆（2000年3月31日─4月3日）
- 此項展覽轉移至台北世界貿易中心展覽二館（即「台北展演二館」）展出，因為遠端監控成為未來安全產業的趨勢，因此資訊、通訊等產業也參與了這項盛會，並開始與安全產業進行整合中[6]。

### 「台北國際安全博覽會」整合期
第四屆（2001年5月5日─5月7日）

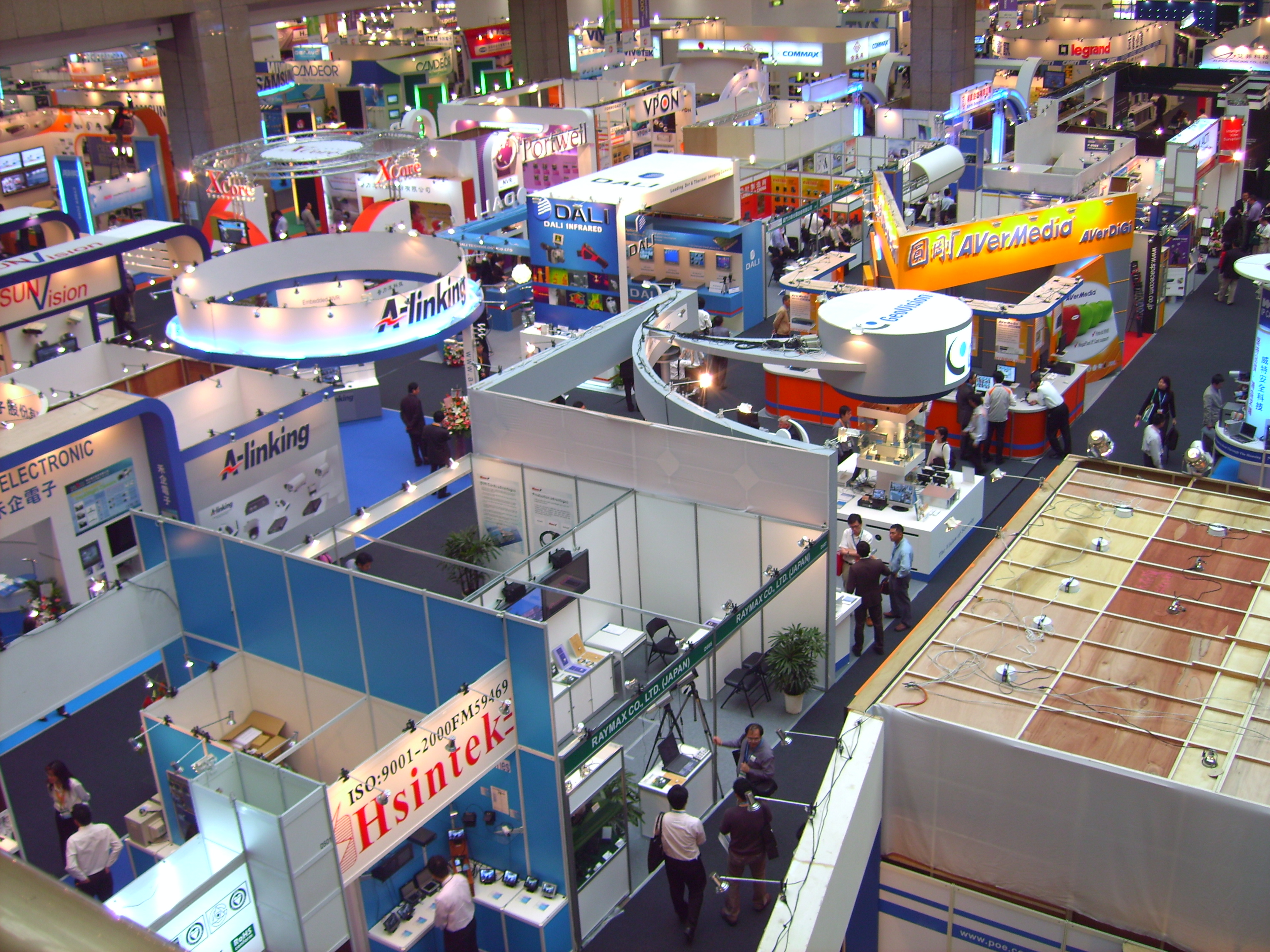
現今的「台北國際安全博覽會」，日益完善，產業的整合更加明顯。

- 「台北國際安全器材展」除了另外分割「台北國際防火防災應用展」以外，並且納入「台北國際資訊安全科技展」，而此三項展覽的整合展出，正是現今「台北國際安全博覽會」的由來。而此項展覽也自本屆開始，固定於台北世界貿易中心展覽一館進行展示，並且正式成為亞洲第一大安全產業展覽。
- 「安全科技創新產品獎」首度於本屆展覽中開辦。

第五屆（2002年3月13日─3月15日）
- 當屆主題館為「企業安全管理主題館」，並邀請企業安全管理的專家進行研討會，並且，以「整合才有力量」的口號，希望國內產官學界能整合國際的新科技與潮流，加強安全相關知識，並能夠多方面的整合與應用[7]。
- 紐奧良文化事業總經理李正雄在開幕典禮中表示，2001年東方科學園區的火警、納莉颱風造成的嚴重損失，以及國際知名的911恐怖攻擊事件，再加上駭客攻擊、網路犯罪、商業間諜等問題，都是讓企業的安全亮起紅燈的重要原因，因此，大型企業在事前的災害避免與災害發生後的迅速補強，都可能是企業如何維護安全的重要關鍵[8]。

第六屆（2003年4月6日─4月8日）
- 「古蹟與歷史建物防火」在此展覽中引發話題，據中國技術學院建築系陳海曙與閻亞寧副教授表示，古代建築與現代建築材質上有一定差異，多以木質建材為主，而在維護方面，為了要保持狀態而不被破壞，如要在古蹟上進行消防設備的建構，則是一大考驗，加上古蹟如遭遇祝融之災，多半難以復原，因此，消防審查人員、安檢人員、營造商、施工商甚至材料商等，都應該考量到文化資產的維護與安全，並應建立相關的防護措施[9]。

第七屆（2004年3月25日─3月27日）
- 「亞洲安全周」的研討會活動提前在「台北國際安全博覽會」的展覽開幕前一天（3月24日）先行辦理，英特爾、微軟、GE、BOSCH、國際生物辨識領導協會（IBG）、NOKIA、賽門鐵克、趨勢科技等大型廠商及組織皆有派技術人員進行研討會的主講[10]。
- 第四屆安全科技創新產品獎先行進行徵選活動，全球有6000人次以上的網友參與票選，並且參賽的廠商多達64家；最終，慧友電子、建達創達科技、GE Security、晶睿通訊、AXIS、HID Corporation、德鴻科技等廠商都分別獲得這項榮譽[11]。

第八屆（2005年3月31日─4月2日）

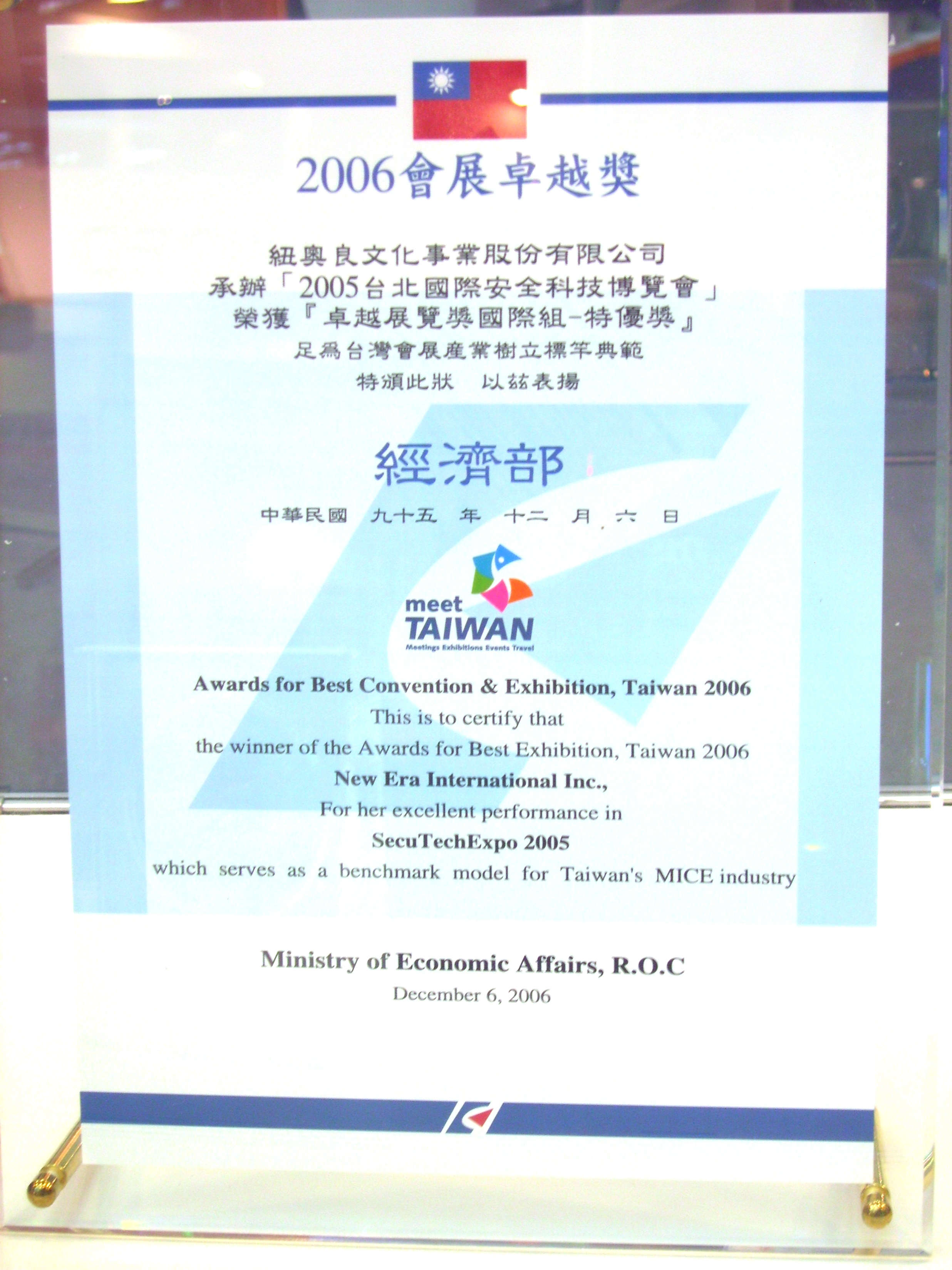
第八屆的展覽，獲得「第二屆會展卓越獎」卓越展覽獎國際組特優獎。

- 為了配合「資訊安全論壇」的進行，「台北國際資訊安全科技展」提前在3月30日先行辦理[12]；另外，此項博覽會為了要配合政府推展「公共安全」與「工業安全」的「雙工雙安」防護相關政策，加上台北捷運曾發生掀頭皮事件與電扶梯摔傷人等公共安全問題，眾多參展廠商也展示了多項防災相關設備，並且，有部分廠商認為，高科技產業的無塵空間與工廠的安全管理，會是工業安全的發展關鍵[13]。
- 第八屆「亞洲安全週」的研討會活動，獲得中國生產力中心主辦的「第二屆會展卓越獎」卓越會議獎優等獎；另外，此項展覽也同樣獲得該競賽之卓越展覽獎國際組特優獎，以及會展經費補助[14]。

第九屆（2006年3月1日─3月4日）
- 「資訊安全論壇」與「台北國際資訊安全科技展」持續與「台北國際安全設備展」分開辦理，並在台北國際會議中心進行[15]，甚至，主辦單位更宣示當年為「2006資安行動年」，呼籲各國資訊安全業者與政府機關為資訊安全把關[16]。
- 由行政院災害防救委員會推動的「國家防災館」，結合內政部消防署、國家災害防救科技中心、交通部、行政院農業委員會、內政部建築研究所等機關，進行防災宣導與相關成果發表[17]。

第十屆（2007年4月16日─4月18日）

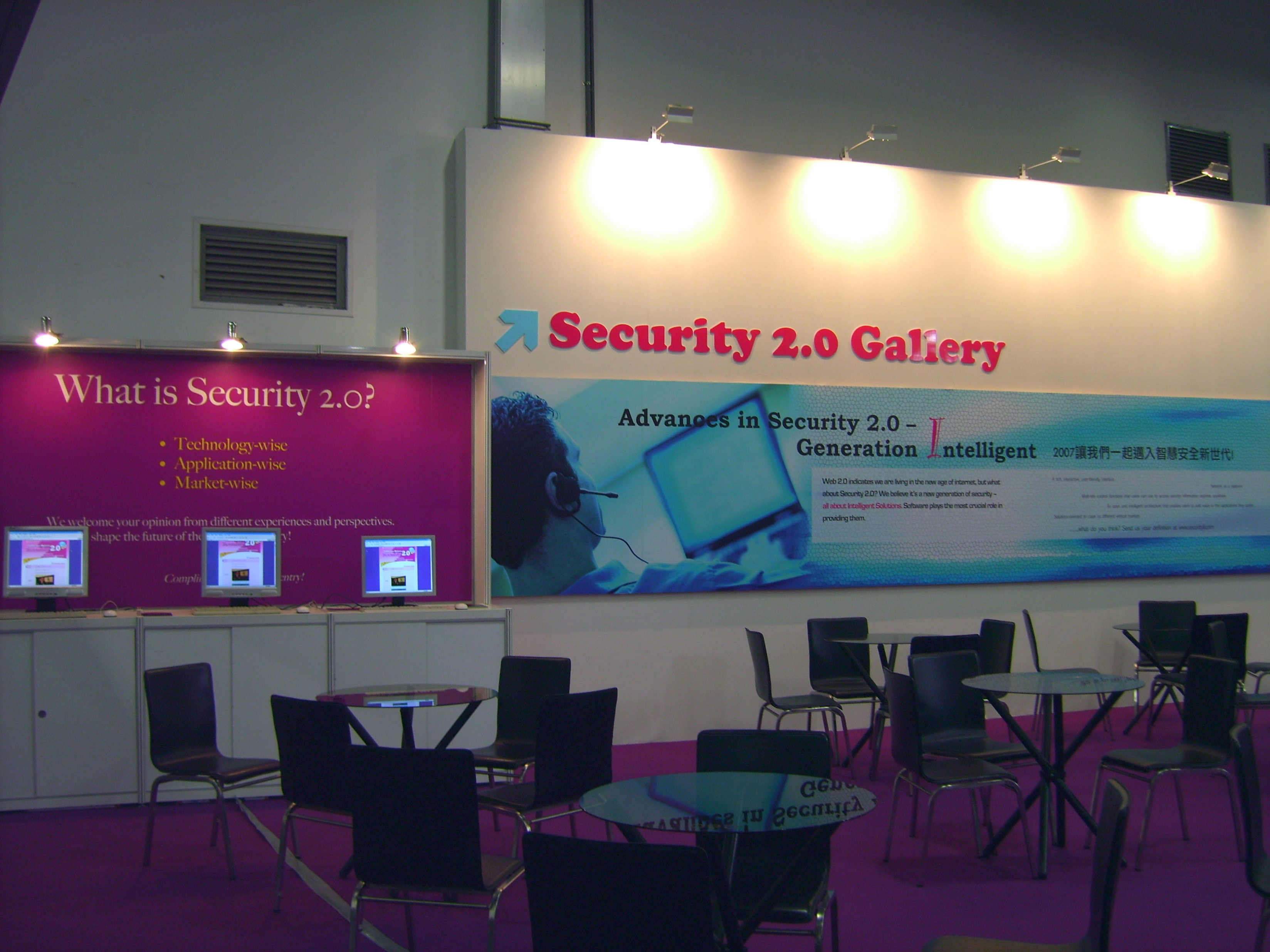
Security 2.0成為第十屆中的發展主軸。

- 安全時代已經進入Security 2.0，因此，紐奧良文化總經理李正雄表示，「智慧化安全新世代來臨」，安全產業與使用單位更應當重視相關的安全防護[18]。
- 為了因應安全新世代的來臨，資訊安全展區以強固基礎建設館、網路安全館、應用安全館、內容安全館等主題進行展示[19]；而安全器材與消防器材展覽，則另有建築安全主題館、Security 2.0主題館的展示，並進行「城市安全論壇」、「次世代高科技廠房災害防治研討會」、「石化業安全管理研討會」、「建築安全年會」等活動[20]；國際館則邀請了韓國的安全相關廠商來台展示。
- 紐奧良文化為了慶祝A&S雜誌國際版出版100期，在展覽會中舉辦慶祝大會，並在展區中展示歷年出版成果[21]。

第十一屆（2008年4月16日─4月18日）
第十二屆（2009年4月22日─4月24日）
第十三屆（2010年4月21日─4月23日）
第十四屆（2011年4月20日─4月22日）
第十五屆（2012年4月18日─4月20日）
第十六屆（2013年4月24日─4月26日）
第十七屆（2014年4月19日─4月21日）

## 榮譽紀錄
- 101年臺灣會展獎：年度最佳展覽視覺設計獎金質獎（執行或統整該展覽之所有空間環境展示以及平面設計組）[23]

## 資料來源
1. ↑  （中文）. 營建裝潢 (經濟日報). 2001年4月3日: 40.
2. ↑  （中文）. 商情資訊 (經濟日報). 1998年3月20日: 32.
3. ↑  （中文）. 工商活動 (經濟日報). 1998年3月24日: 10.
4. ↑  （中文）. 工商活動 (經濟日報). 1998年3月23日: 20.
5. ↑  （中文）. GPS暨安全自動化展專輯 (經濟日報). 1998年3月31日: 48.
6. ↑  （中文）. 工商活動 (經濟日報). 2000年3月15日: 26.
7. ↑  （中文）. 企業新知專輯 (經濟日報). 2002年2月27日: 24.
8. ↑  （中文）. 工商活動 (經濟日報). 2002年3月14日: 14.
9. ↑  （中文）楊明俊. . 展覽暨研討會專輯 (經濟日報). 2003年3月27日: 24.
10. ↑  （中文）. 展覽專輯 (經濟日報). 2004年3月23日: 16.
11. ↑  （中文）楊明俊. . 活動要聞 (經濟日報). 2004年3月26日: 14.
12. ↑  （中文）. 商情資訊 (經濟日報). 2005年3月17日: C12.
13. ↑  （中文）楊明俊. . 商情資訊 (經濟日報). 2005年3月23日: C12.
14. ↑  （中文）. 台灣新聞. 紐奧良文化事業. 2006年8月18日  [2007年4月21日]. （原始内容 (HTML)存档于2007年9月28日）.
15. ↑  （中文）楊明俊. . 展覽專輯 (經濟日報). 2006年2月24日: B12.
16. ↑  （中文）楊明俊. . 活動要聞 (經濟日報). 2006年3月18日: B11.
17. ↑  （中文）楊明俊. . 安全展專刊 (經濟日報). 2006年3月2日: F1  [2007年4月21日].[]
18. ↑  （中文）林佳蓉. . 第十屆台北國際安全博覽會專刊 (工商時報). 2007年4月16日: 1.
19. ↑  （中文）楊明俊. . 安全博覽會專輯 (經濟日報). 2007年4月16日: A16.
20. ↑  （中文）楊明俊. . 工商活動 (經濟日報). 2007年4月17日: B11.
21. ↑  （中文）. 台灣新聞. 紐奧良文化事業. 2007年4月16日  [2007年4月21日]. （原始内容 (HTML)存档于2012年7月24日）.
22. ↑  （中文）劉佳茹. . 道路監控：警務責任 政府重視. 紐奧良文化事業. 2006年12月25日  [2007年4月18日]. （原始内容 (HTML)存档于2007年9月28日）.
23. ↑  . 經濟部國際貿易局.   [2022-05-03].

## 外部連結
- 資安人雜誌 （页面存档备份，存于）（繁體中文）
- 台北國際安全博覽會（英文）（繁體中文）